# Staurogyne flava
Staurogyne flava är en akantusväxtart som beskrevs av Braz och R.Monteiro. Staurogyne flava ingår i släktet Staurogyne och familjen akantusväxter. Inga underarter finns listade i Catalogue of Life.